# Xã Albert, Quận Benson, Bắc Dakota
Xã Albert (tiếng Anh: Albert Township) là một xã thuộc quận Benson, tiểu bang Bắc Dakota, Hoa Kỳ. Năm 2010, dân số của xã này là 51 người.